# Травневе (Миргородський район)
Тра́вневе —  село в Україні, у Комишнянській селищній громаді Миргородського району Полтавської області. Населення становить 94 осіб. До 2020 року орган місцевого самоврядування — Клюшниківська сільська рада.

## Географія
Село Травневе примикає до села Сохацьке. По селу протікає пересихаючий струмок з загатою.

## Історія
22 червня 2023 року рішенням Національної комісії зі стандартів державної мови віднесено до списку населених пунктів, які «можуть не відповідати лексичним нормам української мови», зокрема стосуватися «російської імперської чи колоніальної політики». Громаді рекомендовано обґрунтувати доцільність збереження поточної назви або запропонувати нову назву в установленому законодавством порядку.